# Bright Young Things

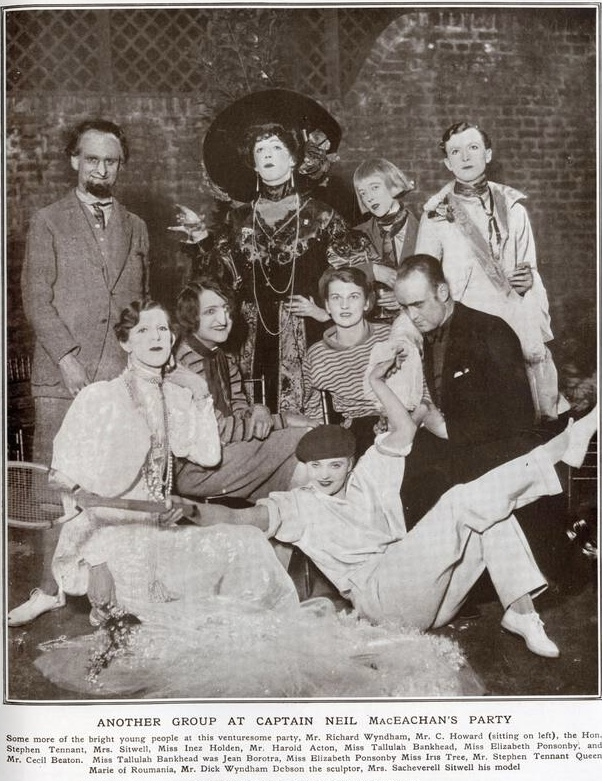
Membros do Bright Young People numa festa à fantasia em 1927, entre eles Stephen Tennant, o fotógrafo Cecil Beaton, o pintor e militar Richard Wyndham, a socialite Elizabeth Ponsonby, a atriz Tallulah Bankhead e a musicista Norah Blaney.

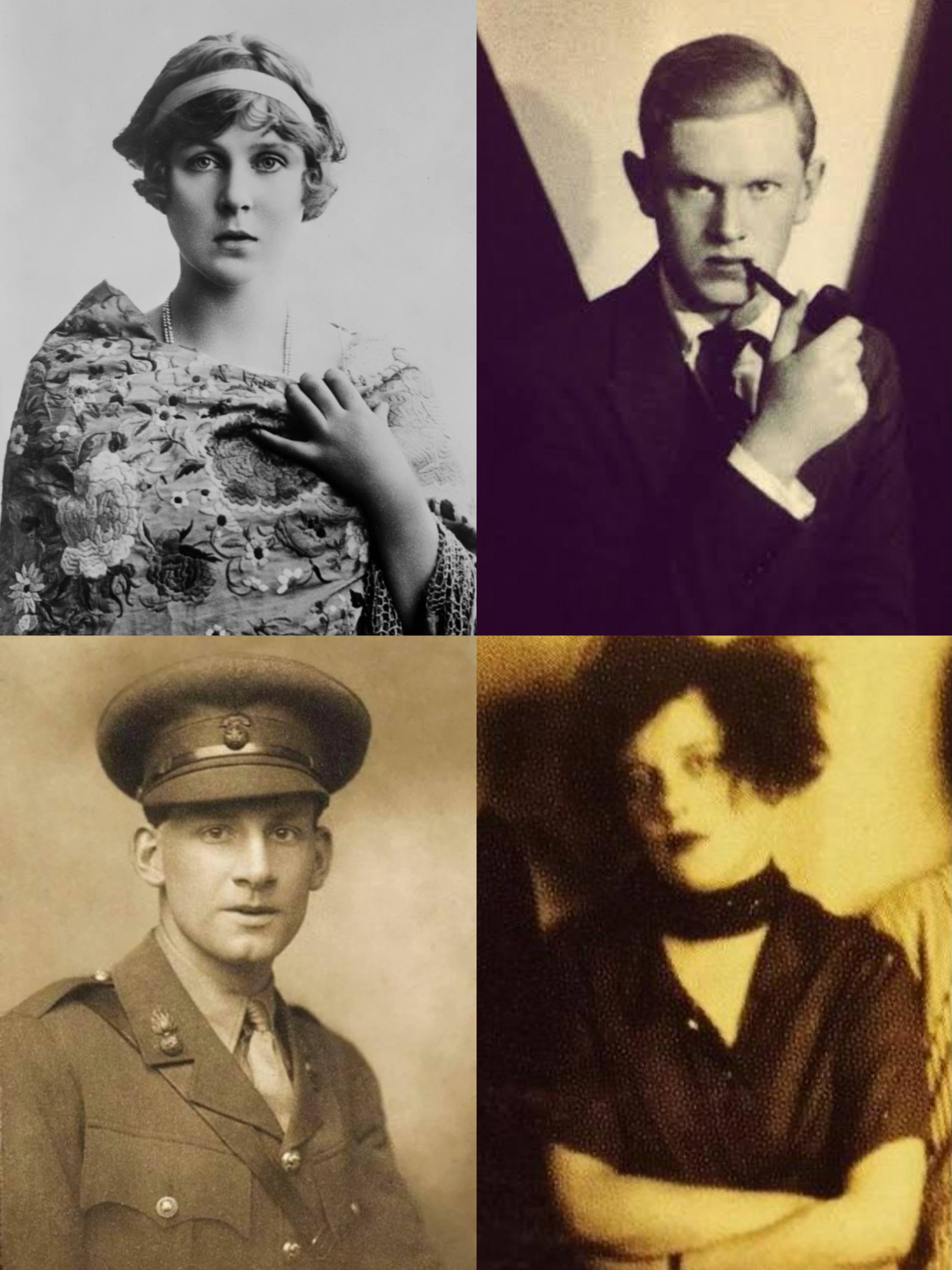
Outros membros proeminentes do grupo – em sentido horário: a socialite Lady Diana Cooper, o escritor Evelyn Waugh, o militar e poeta anti-guerra Siegfried Sassoon e a it girl Sheila Chisholm.

The Bright Young Things ou Bright Young People (em pt: Jovens Brilhantes) ou ainda, no mundo lusófono, Loucos e Decadentes foi um termo cunhado pela imprensa sensacionalista para designar um grupo de jovens boêmios da alta sociedade britânica na década de 1920. Seus membros eram obcecados pelo jazz e corridas de automóveis, bebiam em excesso, consumiam drogas ilícitas e advogavam, ou eram adeptos, de práticas tidas como tabus, como a emancipação das mulheres, homossexualidade, antimilitarismo e pacifismo. Participavam de festas extravagantes à fantasia e frequentavam bares, clubes e boates da noite londrina, onde dançavam e bebiam até o amanhecer, enquanto suas ações eram entusiasticamente cobertas por jornalistas e pela imprensa rosa.
Demasiado jovens para lutar na Primeira Guerra Mundial, o comportamento selvagem dessa geração da década conhecida como os "loucos anos vinte" é entendido como uma reação contra os valores de seus pais e da Grã-Bretanha pré-guerra, bem como aos problemas políticos, sociais e econômicos que se seguiram no pós-guerra. Durante a Segunda Guerra Mundial, muitas personalidades do grupo estavam na Sonderfahndungsliste G.B. (Lista de Busca Especial da Grã-Bretanha), uma lista compilada pelo oficial nazista Walter Schellenberg que continha os nomes de centenas de figuras da cena cultural britânica que deveriam ser presas e executadas pelos integrantes dos esquadrões da morte da SS após uma eventual invasão da Grã-Bretanha pela Alemanha Nazista.
Membros proeminentes do grupo incluíam socialites como as irmãs Mitford, lady Diana Cooper e Violet Trefusis; artistas como o ator Noël Coward, o fotógrafo Cecil Beaton, o hedonista Stephen Tennant e o romancista Christopher Isherwood; políticos, como os futuros primeiros-ministros do Reino Unido Clement Attlee, Anthony Eden, Alec Douglas-Home e Harold Wilson; intelectuais, como o historiador A. J. P. Taylor, o economista Hugh Dalton, o acadêmico C. R. M. F. Cruttwell e o filósofo Clive Bell; e membros da família real britânica, como o futuro rei Eduardo VIII do Reino Unido, lorde Louis Mountbatten, Jorge, duque de Kent, e lady Elizabeth Bowes-Lyon. Muitos desses membros inspiraram personagens em romances escritos por integrantes do grupo, como Evelyn Waugh, Anthony Powell e Nancy Mitford, e influenciaram o cenário social, cultural, político e econômico da Grã-Bretanha ao longo do século XX.
Mais recentemente, o grupo foi tema de canções de Marilyn Manson (2003) e Albert Hammond Jr. (2006), além das bandas Pet Shop Boys (2012) e ...And You Will Know Us by the Trail of Dead (2012). Também foi tema do filme Bright Young Things (2003), produzido por Stephen Fry, e mencionado em séries como Downton Abbey (2010-2015) e Peaky Blinders (2013-2022).

## Membros
- Irmãs Mitford[18]
- A. J. A. Symons – escritor e bibliógrafo[19]
- A. J. P. Taylor – historiador[19]
- Alastair Windsor – membro da família real britânica[20]
- Aldous Huxley – escritor[19]
- Alec Douglas-Home – futuro Primeiro-Ministro do Reino Unido[19]
- Alec Waugh – romancista[19]
- Anita Loos – roteirista e dramaturga[21]
- Anna May Wong – atriz[21]
- Anna Neagle – atriz e cantora[20]
- Anne Messel – socialite[21]
- Anthony Eden – futuro Primeiro-Ministro do Reino Unido[19]
- Arthur Ponsonby – político[20]
- Augustus John – pintor[20]
- Barbara Cartland – escritora e romancista[19]
- Beverley Nichols – escritor e ator[19]
- Brendan Bracken – Primeiro Lorde do Almirantado[22]
- C. P. Snow – romancista[23]
- C. R. M. F. Cruttwell – historiador[24]
- Carl van Vechten – escritor e fotógrafo[19]
- Cecil Beaton – fotógrafo[19]
- Charles Laughton – ator e roteirista[20]
- Christopher Hollis – professor[24]
- Christopher Isherwood – romancista[19]
- Clement Attlee – futuro Primeiro-Ministro do Reino Unido[19]
- Clive Bell – filósofo e crítico de arte[19]
- Constant Lambert – compositor e maestro[19][25]
- Consuelo Vanderbilt – socialite[21]
- Cyril Connolly – romancista e crítico literário[24][26]
- D. H. Lawrence – escrito[19]
- David Burghley – aristocrata, político, atleta e campeão olímpico[20]
- Lady Diana Cooper – atriz e socialite[21][27]
- Dora Carrington – pintora[18]
- Duff Cooper – diplomata[28]
- E. M. Forster – romancista[19]
- Edith Sitwell – poetisa e crítica literária[21][29]
- Edmund Blunden – poeta[19]
- Edward Elgar – compositor[20]
- Edward James – poeta[24]
- Edward Sackville-West – romancista[19][30]
- Edward Wood – político[19]
- Eduardo, Príncipe de Gales – futuro Rei do Reino Unido[31]
- Edwina Mountbatten – socialite[28]
- Eileen Sutherland-Leveson-Gower – aristocrata[28]
- Elissa Landi – atriz[32]
- Lady Elizabeth Bowes-Lyon – futura Rainha Consorte do Reino Unido[31]
- Poppy Baring, socialite e modista[33]
- Elsa Maxwell – colunista social[20]
- Evelyn Waugh – escritor[19]
- Freda Dudley Ward – socialite[21]
- G. K. Chesterton – ensaísta e romancista[19]
- George Mountbatten – membro da família real britânica[28]
- George Orwell – escritor e jornalista[19][34]
- Georges Braque – pintor e escultor[19]
- Gertrude Lawrence – atriz e cantora[21]
- Gladys Cooper – atriz[19]
- Teresa Jungman – socialite e último membro do grupo a morrer, em 2010[35][36]
- Graham Greene – jornalista e escritor[24]
- Guy Burgess – produtor de rádio e espião soviético[19]
- Harold Wilson – futuro Primeiro-Ministro do Reino Unido[19]
- Hermione Baddeley – atriz[37]
- Hugh Dalton – economista e político[19]
- Hugh Lygon – aristocrata[24][38]
- Hugh Walpole – romancista[19]
- Irene Mountbatten – aristocrata[19]
- Ivor Novello – ator[19]
- James Laver – historiador[19]
- James Lees-Milne – escritor[19][39]
- John Betjeman – poeta[19][40]
- John Spencer-Churchill – aristocrata[20]
- Leo Amery – político e jornalista[19]
- Lily Elsie – atriz e cantora[21]
- Loelia Lindsay – socialite[32]
- Louis Mountbatten – Primeiro Lorde do Almirantado e Vice-Rei da Índia[28]
- Lytton Strachey – biógrafo[37][41]
- Mae Bacon – atriz[31]
- Maurice Baring – dramaturgo e poeta[19]
- Maurice Bowra – crítico literário[19]
- Max Beerbohm – caricaturista[19]
- Michael Foot – político[20]
- Nádia Mountbatten – socialite[28]
- Nina Chavchavadze – socialite[32]
- Noël Coward – dramaturgo e ator[19][42]
- Norma Shearer – político[21]
- Norman Hartnell – atriz[19]
- Oswald Mosley – fundador da União Britânica de Fascistas[43][20]
- P. G. Wodehouse – escritor[19]
- Pamela Harriman – socialite[19]
- Paul Robeson – ator[19]
- Jorge do Reino Unido – futuro Duque de Kent[20]
- Richard Wyndham, pintor e militar britânico[44]
- Robert Byron – escritor[24][45]
- Robert Graves – poeta[19]
- Roland Penrose – pintor[19]
- Ronald Firbank – novelista[19]
- Rudolph Valentino – ator[19]
- Serge Lifar – bailarino e coreógrafo[20]
- Sheila Chisholm – socialite [46]
- Siegfried Sassoon – militar e poeta[19]
- Sylvia Ashley – modelo e atriz[21]
- Stephen Spender – poeta[19][47]
- Stephen Tennant – aristocrata [19]
- Sunday Wilshin – atriz
- Sylvia Townsend Warner – romancista e poetisa
- Thelma Furness – socialite[28]
- T. S. Eliot – poeta[19]
- Tallulah Bankhead – atriz[21]
- Violet Trefusis – escritora e socialite[18]
- Virginia Woolf – escritora e ensaísta[18]
- Vita Sackville-West – poetisa e romancista[19]
- W. Somerset Maugham – dramaturgo e romancista[19]
- Walter Guinness – político  e militar[19]
- William Walton – compositor e maestro[19]
- Zita Jungman – socialite[48]